# Giant's Bread
Giant's Bread (O gigante ou Entre dois amores, no Brasil / Ente dois amores, em Portugal) foi o primeiro romance de Mary Westmacott (pseudônimo de Agatha Christie), publicado em 1930, protagonizado pelo músico Vernon Deyre e publicado pela primeira vez no Reino Unido pela William Collins & Sons, em abril de 1930 e nos EUA pela Doubleday mais tarde no mesmo ano.

## Enredo
Vernon Deyre é um músico sensível e brilhante, realmente um gênio. Mas há um preço alto a ser pago pelo seu talento, especialmente por sua família e as duas mulheres da sua vida. A casa que o abrigou na infância e que ele tanto amava não preparou Vernon para a dura realidade de sua vida adulta, e para escrever a grande obra-prima de sua vida, ele tem que tomar uma decisão crucial, não importa o custo!
1. ↑  «Entre Dois Amores». Wook. Consultado em 21 de Setembro de 2023